# تبتل
پرهیز از رابطهٔ جنسی و ازدواج را تجرد اختیاری می‌گویند.
تجرد اختیاری از نوع مذهبی که تجرد رهبانی هم نامیده می‌شود؛ یعنی شخص به‌دلایل مذهبی، فلسفی یا شخصی تصمیم می‌گیرد که ازدواج نکند و از رابطهٔ جنسی پرهیز کند. این وضعیت می‌تواند موقتی یا مادام‌العمر باشد.

## کاربرد مذهبی

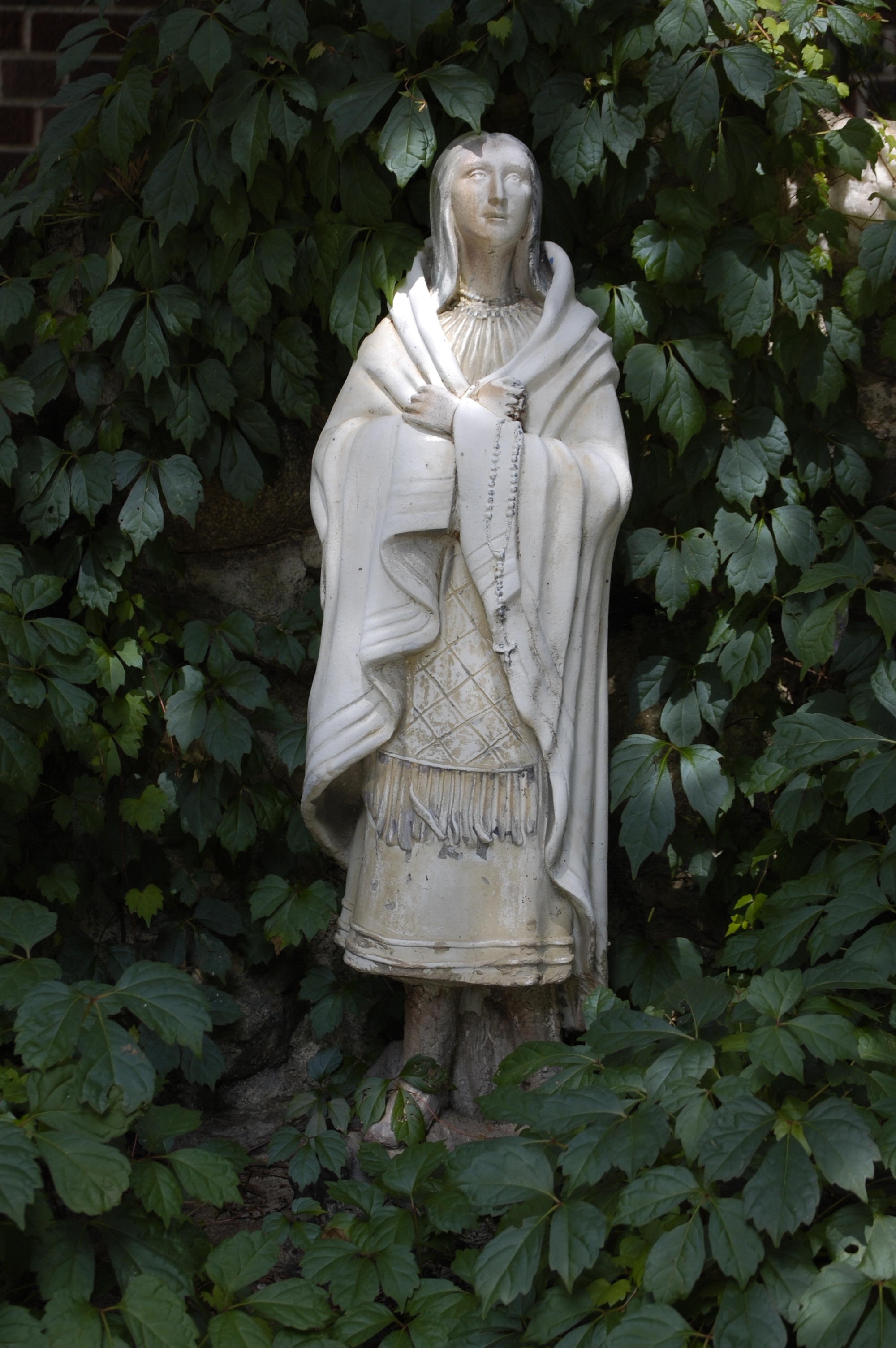
سنت کاتری تکاکویثا، یک زن کاتولیک که نذر باکره بودن داشت

در بسیاری از آیین‌ها مانند مسیحیت کاتولیک، کشیشان، راهبه‌ها و راهبان باید زندگی در تجرد را انتخاب کنند. آن‌ها از ازدواج و رابطهٔ جنسی به‌طور کامل پرهیز می‌کنند تا خود را وقف عبادت و خدمت کنند.
در متون قدیمی اسلامی به این مفهوم تَبَتُّل‌ هم می‌گفتند.
تفاوت با «عزوبت» یا «بی‌همسری»:
اگرچه در فارسی واژه‌هایی مانند عزوبت (زندگی بدون همسر) یا تجرد (مجرد بودن) به‌کار می‌روند، اما تجرد رهبانی معمولاً با نیت خاصی (مثلاً مذهبی) و همراه با پرهیز کامل جنسی است، درحالی‌که «مجرد بودن» ممکن است موقتی، ناخواسته یا بدون پرهیز جنسی باشد.
دو واژهٔ «پرهیز جنسی» و «تجرد مذهبی» اغلب به‌جای هم به‌کار می‌روند، اما دقیقاً یکسان نیستند. پرهیز جنسی، که به آن «عفاف» نیز گفته می‌شود، به خودداری از بخشی یا همهٔ اشکال فعالیت جنسی، معمولاً برای مدت مشخصی، گفته می‌شود؛ در حالی‌که تجرد مذهبی نذری داوطلبانه برای عدم ازدواج و پرهیز همیشگی از روابط جنسی است.
بی‌میلی جنسی اغلب با تجرد و پرهیز جنسی اشتباه گرفته می‌شود، اما با آن‌ها تفاوت دارد. پرهیز جنسی و تجرد رفتارهایی هستند که معمولاً بر پایهٔ باورهای شخصی یا دینی انجام می‌شوند، در حالی‌که بی‌میلی جنسی بیشتر حالتی هویتی و پایدار است.
آ. و. ریچارد سایپ در پژوهش خود دربارهٔ تجرد در کلیسای کاتولیک می‌نویسد که رایج‌ترین تصور از واژهٔ «تجرد» صرفاً «مجرد بودن» یا «رابطه نداشتن» است، و این واژه غالباً معادل پرهیز جنسی تلقی می‌شود. او اضافه می‌کند که حتی در میان کشیشان کاتولیک آمریکا هم تعریف عملی و مشخصی از تجرد وجود ندارد. الیزابت ابوت در کتاب خود «تاریخ تجرد» (۲۰۰۱) نوشت که تلاش کرده تعریفی از تجرد ارائه دهد که میان «تجرد»، «عفاف» و «باکره بودن» تمایز دست‌وپاگیر و غیرمفیدی قائل نشود.
مفهوم «تجرد نوین» نخستین‌بار توسط گابریل براون در کتابش در دههٔ ۱۹۸۰ با عنوان «تجرد نوین» معرفی شد. او در ویرایش سال ۱۹۸۹ کتابش می‌نویسد: «پرهیز، واکنشی بیرونی است به چیزی که در جریان است، اما تجرد واکنشی درونی است.» براساس تعریف او، حتی تجرد کوتاه‌مدت و غیردینی نیز چیزی فراتر از صرفاً رابطه نداشتن است. این انتخابی هدفمند برای رشد فردی و توانمندسازی شخصی است. هرچند براون تجرد را امری کاملاً انتخابی می‌داند، اما تلویحاً چنین القا می‌کند که کسانی که آن را انتخاب نمی‌کنند، چیزی را از دست می‌دهند. این دیدگاه جدید دربارهٔ تجرد توسط نویسندگانی چون الیزابت ابوت، وندی کلر و وندی شالیت نیز تأیید شده است.

## انگیزه و گستره
تجرد مذهبی به حالت داوطلبانهٔ مجرد بودن، پرهیز جنسی، یا هر دو اطلاق می‌شود. این وضعیت اغلب در ارتباط با نقش یک روحانی یا فردی وقف‌شده در سنت‌های دینی دیده می‌شود. در معنای محدود، واژهٔ «تجرد مذهبی» به کسانی گفته می‌شود که مجرد بودن آن‌ها نتیجهٔ یک نذر مقدس، عمل انصراف از زندگی زناشویی یا اعتقاد دینی است. اما در معنای گسترده‌تر، این واژه معمولاً به‌عنوان معادل پرهیز جنسی تعبیر می‌شود.
تجرد مذهبی در طول تاریخ و در تقریباً همهٔ ادیان بزرگ جهان وجود داشته است و نگرش‌ها نسبت به آن متفاوت بوده‌اند. در فرهنگ کلاسیک هندویی، ریاضت و تجرد در مراحل پایانی زندگی، پس از انجام وظایف اجتماعی، تشویق می‌شد. آیین جَین بر پرهیز کامل جنسی حتی برای راهبان جوان تأکید دارد و آن را رفتاری ضروری برای رسیدن به موکشا (رهایی) می‌داند. آیین بودا نیز در این زمینه به آیین جین شباهت دارد، هرچند تفاوت‌های فرهنگی در مناطق گسترش آیین بودا باعث تفاوت در نگرش به تجرد شد. در ژاپن، سنت شینتو با تجرد مخالفت داشت. در بیشتر سنت‌های بومی آفریقا و سرخپوستان آمریکا نیز نگاه منفی به تجرد وجود داشته، با این‌حال استثناهایی مانند تجردهای دوره‌ای در میان برخی جنگجویان آمریکای مرکزی گزارش شده است.
در روم باستان، تجرد رفتاری غیرعادی شمرده می‌شد و برای آن جریمه‌های مالیاتی وضع می‌کردند، مگر برای با کرگان وستا که برای سی سال نذر عفت می‌کردند تا خود را وقف آیین‌های مذهبی حکومتی کنند. در مسیحیت، تجرد به معنای قول به زندگی باکره یا غیرجنسی در آینده است. چنین نذر تجردی طی قرون گذشته در میان کشیش‌های کلیسای کاتولیک، راهبان کاتولیک و ارتدکس شرقی، و راهبه‌ها رواج یافته است. همچنین در کلیسای آنگلیکان و برخی کلیساهای پروتستان مانند شیکرها نیز چنین نذرهایی دیده می‌شود، به‌ویژه در میان اعضای فرقه‌های دینی، جماعت‌های مذهبی، گوشه‌نشینان، باکره‌های مقدس، و دیاکونِس‌ها. یهودیت و اسلام تجرد را نکوهش کرده‌اند، چراکه هر دو دین بر ازدواج و زندگی خانوادگی تأکید دارند. با این‌حال، کاهنان اسنی‌ها (یکی از فرقه‌های یهودی در دوران معبد دوم) تجرد را رعایت می‌کردند. چندین حدیث نیز گواه آن‌اند که پیامبر اسلام، محمد، تجرد را رد کرده است.

## بوداگرایی

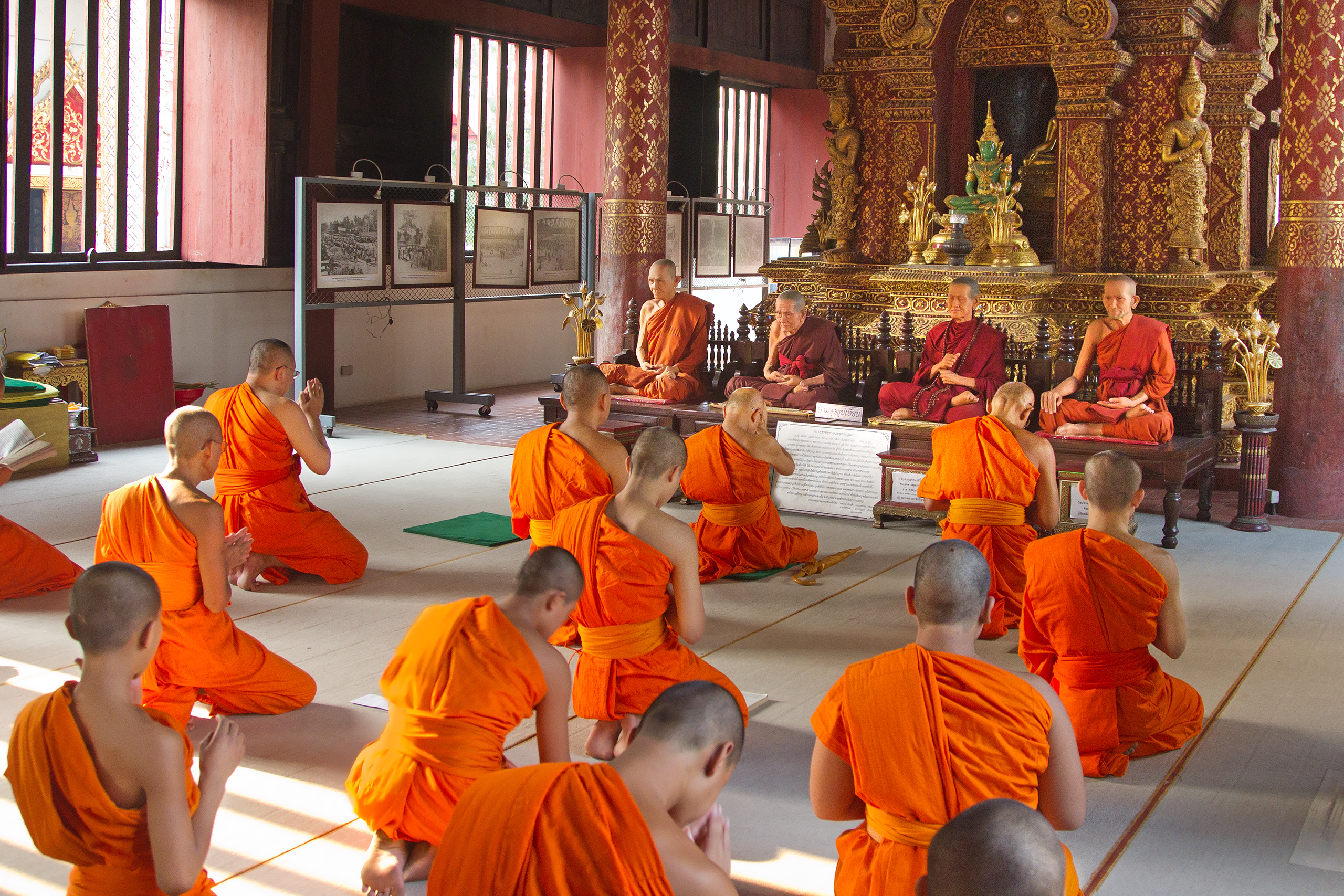
راهبان بودایی در استان چیانگ‌مای، تایلند

قانون تجرد مذهبی در آیین بودا، چه در شاخهٔ مهایانه و چه تراوادا، پیشینه‌ای طولانی دارد. گوتاما بودا تجرد را به‌عنوان قاعده‌ای آرمانی برای زندگی همهٔ راهبان و راهبه‌ها توصیه کرده بود، به‌جز در ژاپن که به‌دلیل تحولات تاریخی و سیاسی پس از اصلاحات می‌جی، این قانون به‌طور سخت‌گیرانه دنبال نشد. در ژاپن، تجرد برای صدها سال ایده‌آلی در میان روحانیان بودایی بود، اما تخلف از آن تا اندازه‌ای گسترده شد که سرانجام در سال ۱۸۷۲ قانون دولت ازدواج را برای روحانیان بودایی مجاز اعلام کرد. پس از آن، نود درصد روحانیان بودایی ازدواج کردند. نمونه‌ای از این وضعیت هیگاشی‌فوشیمی کونیهیده بود، یک کشیش بودایی برجسته و از نوادگان خاندان سلطنتی ژاپن که در عین راهب بودن، همسر و فرزند داشت.
گوتاما که بعدها با نام بودا شناخته شد، به‌دلیل پیروی از راه ریاضت، همسر خود شاهزاده یاسودهارا و پسرش راهولا را ترک کرد. برای پیمودن مسیر معنوی، لازم بود از جنبه‌های دنیای ناپایدار چشم بپوشد، از جمله همسر و فرزند. بعدها، هر دوی آن‌ها به جمع راهبان پیوستند و در متون بودایی آمده است که به روشنگری دست یافتند.

## مسیحیت

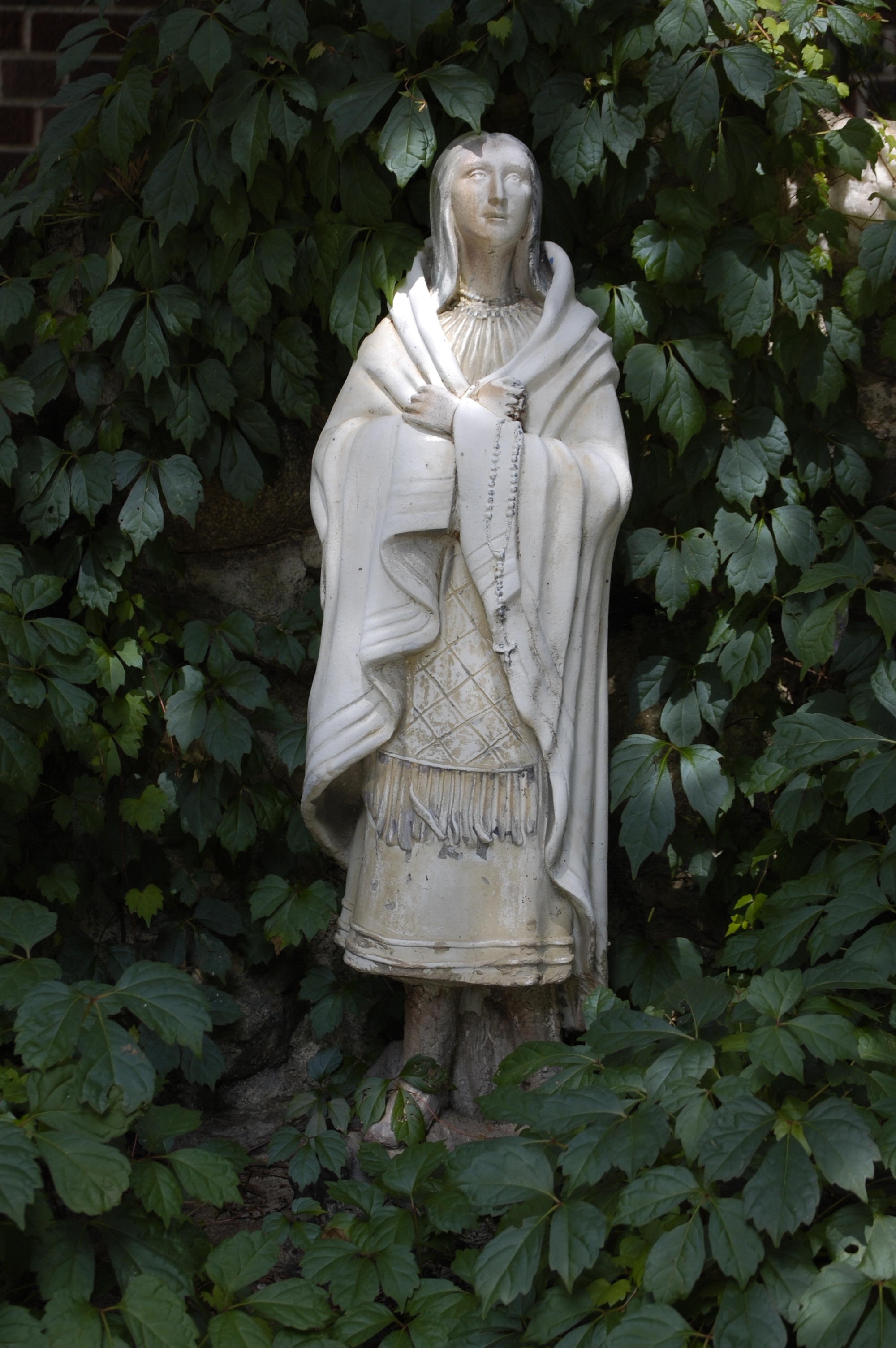
قدیسه کاتری تِکاکویتا، زن آلگونکویی–موهاکی و کاتولیک که نذر باکرگی دائمی کرد

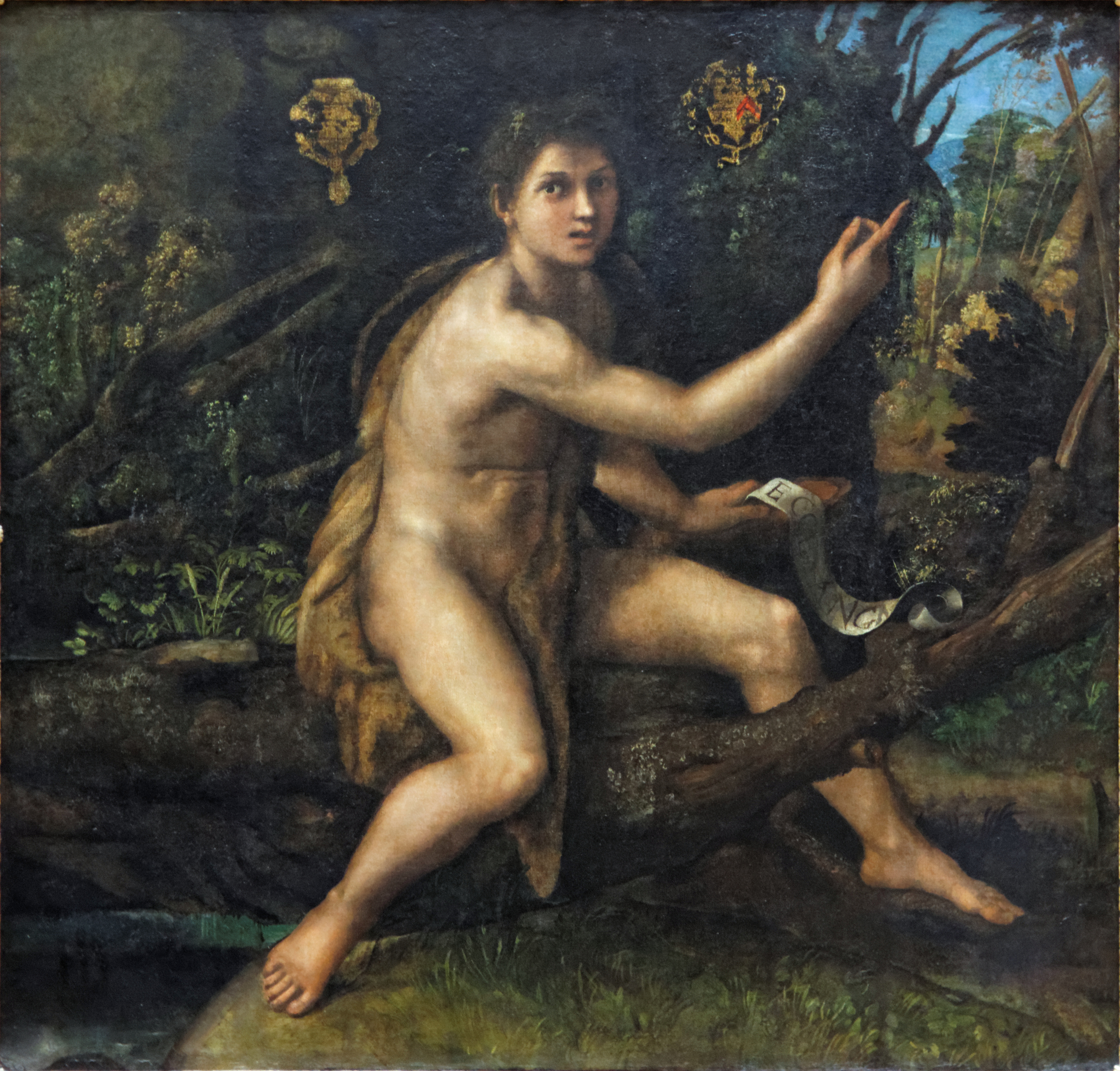
نقاشی «یُحنا تعمیددهنده در بیابان» اثر رافائل، حدود ۱۵۱۷ میلادی. یحیی، پیام‌آور عیسی شمرده می‌شود که زندگی خود را در تجرد، زهد و توبه گذراند.

در عهد جدید هیچ فرمانی وجود ندارد که پیروان عیسی مسیح را به زندگی در تجرد ملزم کند. بااین‌حال، برداشت عمومی این است که مسیح خود در عفاف کامل زندگی کرد و گفته‌اند: «عفت داوطلبانه، پیروی از کسی است که پسر باکره‌ای از مادری باکره بود». یکی از القاب او «پادشاه باکرگان و دوست‌دار عفت بی‌لکه» است (Rex virginum, amator castitatis)
همچنین، زمانی‌که شاگردان به عیسی گفتند که «بهتر است انسان ازدواج نکند»، او پاسخ داد: «همه این سخن را نمی‌پذیرند، بلکه تنها کسانی که بدیشان عطا شده است؛ زیرا برخی از آغاز خصی بوده‌اند، برخی دیگر را مردم خصی کرده‌اند، و گروهی نیز برای پادشاهی آسمان، خود را خصی کرده‌اند. هر کس که می‌تواند، این را بپذیرد» (متی ۱۹:۱۰–۱۲). گرچه خصی‌شدگان لزوماً تجرد پیشه نمی‌کردند، اما این گفتار در طول قرون به‌عنوان اشاره‌ای به تجرد تعبیر شده است.
پولس رسول بر اهمیت غلبه بر خواهش‌های جسمانی تأکید می‌کرد و تجرد را برتر از ازدواج می‌دانست. او در نامه‌اش به افسسیان نوشت: «ای شوهران، زنان خود را دوست بدارید، همان‌گونه که مسیح کلیسا را دوست داشت…». خود پولس تجرد پیشه کرده بود و نوشت: «آرزو دارم همه مثل من باشند» (اول قرنتیان ۷:۷). این فصل به‌طور کلی از تجرد حمایت می‌کند، در حالی که ازدواج را نیز مجاز می‌داند.
نخستین مسیحیان باور داشتند که پایان دنیا نزدیک است و به‌همین دلیل، تشکیل خانواده را بیهوده می‌دانستند. بر پایهٔ نظر چادویک، پولس هر دو سبک زندگی تجرد و ازدواج را برای اهالی قرنتس توصیه می‌کرد، اما تجرد را برتر می‌دانست.
در مشورت‌های کمال‌گرایانه (یا همان نصیحت‌های انجیلی: عفاف، فقر، اطاعت)، آمده است که عیسی «قاعدهٔ زندگی برتر را بیان کرد، بر پایهٔ زندگی کامل خود»، برای کسانی‌که به «کمال برتر» دعوت شده‌اند و می‌خواهند «در پی مسیح از راه قربانی‌های استثنایی بروند».
بسیاری از شهیدان مسیحی نخستین، دختران یا زنانی بودند که خود را به مسیح اختصاص داده و نذر باکرگی کرده بودند؛ از جمله قدیسه آگنس و قدیسه لوسی. در اندیشهٔ مسیحی، نخستین باکرهٔ مقدس، مریم، مادر عیسی است که در جریان بشارت به‌واسطهٔ روح‌القدس تقدیس شد. بر پایهٔ سنت، متی رسول نیز باکره‌هایی را تقدیس می‌کرد. در کلیسای کاتولیک و کلیساهای ارتدکس شرقی و ارتدکس مشرقی، باکرهٔ تقدیس‌شده زنی است که توسط کلیسا به زندگی باکرگی ابدی برای خدمت به کلیسا اختصاص یافته باشد.